# Helena Mniszkówna
Helena Mniszkówna z domu Mniszek-Tchorznicka, primo voto Chyżyńska, secundo voto Rawicz-Radomyska (ur. 24 maja 1878 roku w Kurczycach na Wołyniu, zm. 18 marca 1943 w Sabniach) – polska powieściopisarka. Była autorką romansów z życia wyższych sfer.

## Życiorys

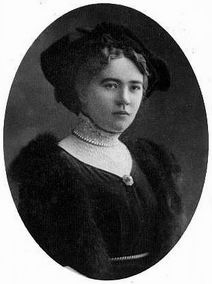
Helena Mniszkówna

Córka Michała i Marii. Otrzymała gruntowne wykształcenie domowe. Mając 19 lat, wyszła za mąż za Władysława Chyżyńskiego. Wraz z mężem przeniosła się do Platerowa na Litwie. Tam powstał pomysł Trędowatej, powieści osadzonej w świecie arystokracji. Środowisko to pisarka miała okazję poznawać podczas pierwszego małżeństwa. W 1903 roku, po śmierci męża, przyjechała wraz z dwiema córkami do majątku rodziców, do Sabni koło Sokołowa Podlaskiego. Wówczas poznała młodego ziemianina Adolfa Lortscha, w którym zakochała się. Adolf Lortsch stał się później pierwowzorem tytułowej postaci powieści Panicz, wydanej w 1912.
Dwa tomy pierwszej powieści, Trędowata, ukazały się w 1909 roku dzięki wsparciu finansowemu ojca Heleny Mniszkówny. Książka szybko zniknęła z księgarń i została dość ciepło przyjęta przez krytykę literacką (nieprzychylne recenzje przyszły później). Rękopis recenzował Bolesław Prus, który był przyjacielem z dzieciństwa stryja Mniszkówny.

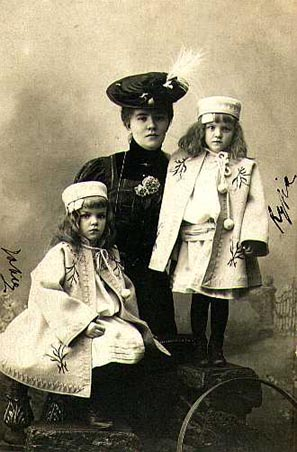
Helena Mniszkówna z córkami.

W 1910 roku pisarka wyszła za mąż za Antoniego Rawicz-Radomyskiego i wyjechała do Rogal pod Łukowem, gdzie urodziła córki-bliźniaczki. Tam też powstały kolejne powieści, ale w okolicy znana była również z działalności społecznej: zakładała ochronki, szkółki dla dziewcząt.
W 1920r. przeniosła się do majątku Kuchary w płockiem, koło Drobina, gdzie mieszkała aż do 1939 roku, kiedy została wraz z córkami wyrzucona z majątku przez Niemców. Od ośmiu lat była już po raz drugi wdową. Wróciła do Sabni, gdzie kontynuowała pisanie i gdzie pozostała aż do śmierci. Pochowana jest w miejscowości Zembrów, na rodzinnym cmentarzu Mniszek-Tchorznickich i Moniuszków.
Była przewodniczącą Koła Ziemianek i należała do Przysposobienia Wojskowego.
Imię Heleny Mniszek nadano Zespołowi Szkół (Szkoła Podstawowa i Gimnazjum) w Sabniach. Przed Urzędem Gminy Sabnie ustawiono poświęcony pisarce pomnik, a w herbie Gminy Sabnie znajduje się nawiązująca do jej postaci otwarta książka.
30 września 2009 roku odbyła się uroczystość związana z nadaniem imienia Heleny Mniszkówny Szkole Podstawowej w Celinach (gmina Trzebieszów). Niedaleko ww. wsi znajdują się Rogale – wieś, w której mieszkała Helena Mniszkówna wraz z rodziną.
Wszystkie jej utwory zostały w 1951 roku w Polsce objęte zapisem cenzury, podlegały natychmiastowemu wycofaniu z bibliotek.

## Dzieła (wybór)

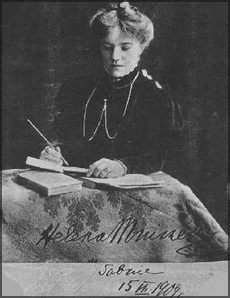
Helena Mniszkówna, 1909.

- Trędowata, Kraków 1909; prawdopodobnie 16 wydań do 1938 roku, ostatnie: 1937, Warszawa: M. Arct.
- Ordynat Michorowski, Kijów 1910
- Zaszumiały Pióra, Kijów 1911
- Panicz, T.1-2 Kijów 1912
- Książęta boru, Kijów 1912
- Prymicja (nowela), Kijów 1912
- Gehenna, Kijów 1914
- Czciciele szatana, Warszawa 1918
- Verte – 1912/20, 5 wydań do 1927.; Poznań, 1921
- Pluton i Persefona. Baśń fantastyczna na tle mitologicznym, Warszawa, 1919
- Pustelnik, Poznań 1919
- Prawa ludzi, Lublin 1922
- Sfinks, Warszawa 1922
- Królowa Gizella, Poznań 1925
- Dziedzictwo, Poznań 1927
- Z ziemi łez i krwi, 1927
- Kwiat magnolii, Poznań 1928
- Powojenni, Poznań 1929
- Magnesy serc, Warszawa 1930
- Słońce – wydana po raz pierwszy w 1993 roku po rekonstrukcji z rękopisu
- Smak miłości, ostatnia powieść pisarki, 1938/39 (dokończona w 1941)

## Ekranizacje
- 1926 Trędowata, reż. Edward Puchalski
- 1936 Trędowata, reż. Juliusz Gardan
- 1937 Ordynat Michorowski, reż. Henryk Szaro
- 1938 Gehenna, reż. Michał Waszyński
- 1976 Trędowata, reż. Jerzy Hoffman
- 1999 Trędowata (serial telewizyjny), reż. Wojciech Rawecki, Krzysztof Lang